# Nicolas Dulin
Nicolas Dulin, aussi orthographié Dullin, d'Ulin, ou d'Ullin, est un architecte français, né vers 1670, mort le 9 avril 1751.
Il est l'oncle de l'architecte Philippe Dulin de la Ponneraye.

## Biographie
Nicolas Dulin est d'abord domicilié rue de Jeûneurs avant de déménager en 1710 rue Neuve-Saint-Eustache, actuelle rue d'Aboukir.
Il entre à l'Académie royale d'architecture, en 1708.
Depuis 1710, il est associé à Claude Grégoire de La Tour. Il a le privilège de fournir les creusets de toutes les monnaies du royaume.
Il a été architecte de la Monnaie, ce qui l'autorisait à se dire architecte du roi. Comme contrôleur de la Monnaie, il étudie pour Law, en 1720, un projet de bâtiment pour la Monnaie.
En 1719 et 1720, Nicolas Dulin fait plusieurs acquisitions de terrains le long de la rue du Faubourg Saint-Honoré dans un but spéculatif, pour la somme de 120 000 livres. Il a aussi acheté une maison qui appartenait à Geneviève Bossuet au no 24, à côté de l'hôtel d'Évreux qui occupe les numéros 21 à 23. Cet ensemble fait 2 241 toises dont 44 en bâtiments.  Il loue le terrain à un jardinier, mais il habite au no 40 une maison bornée à l'arrière sur la ruelle Rousselet. André-Philippe Dulin de La Ponneray, un cousin, héritier de la propriété, qu'il revend le 4 avril 1753 à Marie-Antoinette de Caulaincourt, troisième épouse de Pierre Grimod du Fort, marquis d'Orsay, fermier général et intendant des Postes et Relais de France.
On le voit prendre des apprentis architectes dans son atelier. Un contrat du 17 janvier 1711 donne le nom de Michel Léveillé. En 1718, Pierre Contant d'Ivry est son élève. Ce dernier a donné sa fille Angélique en mariage, en juin 1752, au neveu de Nicolas Dulin, Philippe Dulin de La Monneray.
Il meurt à Paris, dans son domicile, rue Sainte-Anne, vers les 6 heures du matin, le 9 avril 1751. Célibataire, son héritier est son frère, François Dulin de Menneville, chevalier de l'ordre de Saint-Louis, ingénieur en chef de Saint-Venant. Une partie des biens est donnée à Philippe Dulin de La Ponneraye (parfois écrit de La Pommeraye), bourgeois de Paris, André-Philippe Dulin de La Ponneray, son fils, et à Jeanne-Marguerite Dulin de La Ponneray et Jeanne-Julienne Dulin de La Ponneraye, ses filles.

## Œuvres

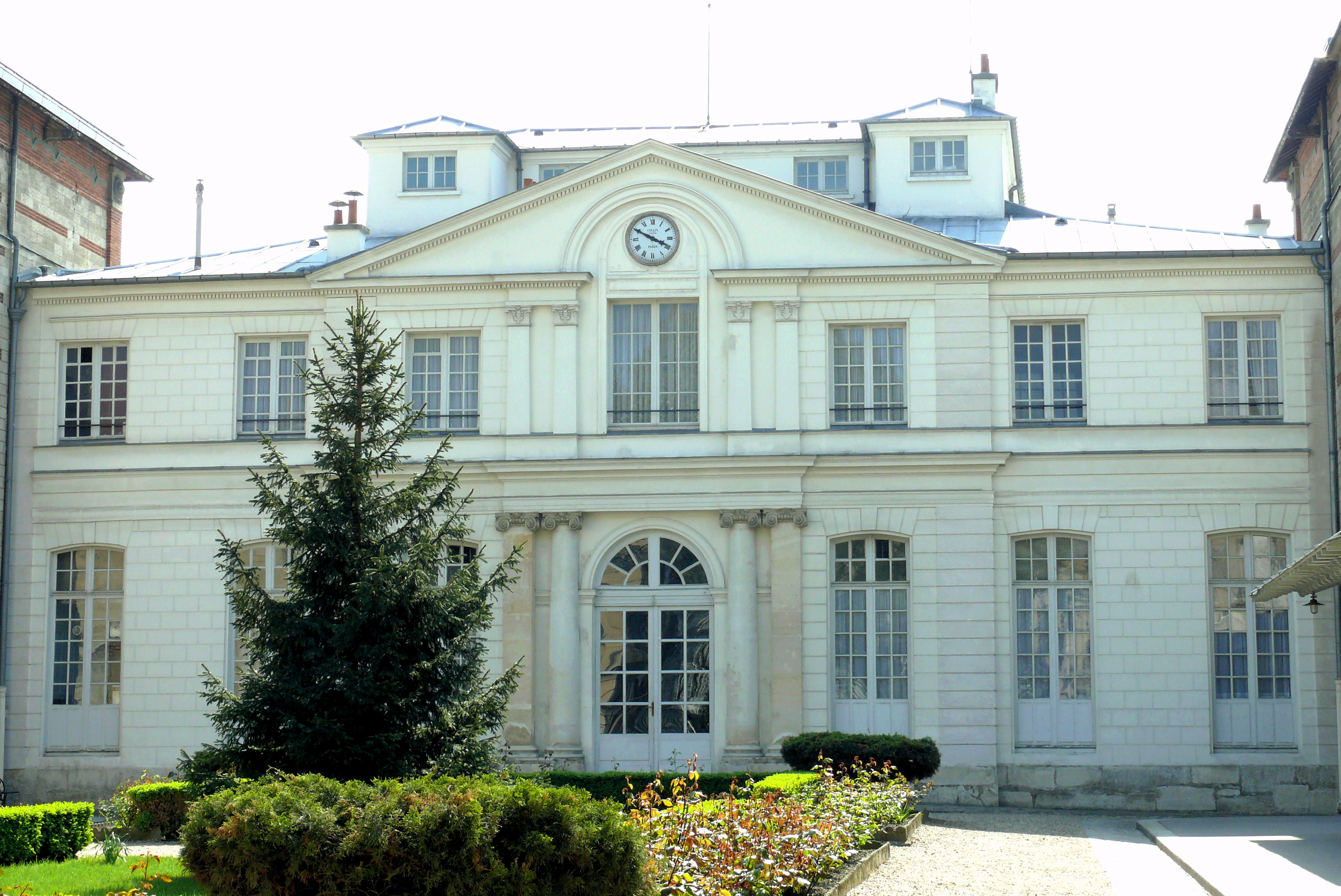
Ancien hôtel Galpin,
de nos jours lycée Jean-Baptiste-Say.

Si Nicolas Dulin a été un architecte célèbre de son temps, ses principales œuvres ayant été détruites, elles ne sont plus connues que par la gravure.
- Maison de Marguerite Baudon, rue Notre-Dame, en 1704 ;
- Modification de l'hôtel de Nevers, rue de Richelieu, en 1707, à la demande de Philippe Jules François Mancini, duc de Nevers : embellissement de la porte principale, reconstruction de l'escalier, modification des appartements[8].
- Pavillon Dunoyer, 136, rue de la Roquette, pour le munitionnaire, fournisseur aux armées, Dunoyer, en 1708. Cet hôtel a été loué au savant Réaumur qui l'occupe encore en 1752[9] ;
- Hôtel de Soning, receveur des finances de la Généralité de Paris, 87, rue de Richelieu, en 1711 ;
- Entrée principale et ailes de l'hôtel du Plessis-Châtillon ou de Mélusine, rue des Bons-Enfants, en 1712 ;
- Modification de l'hôtel d'Étampes pour Eugène-Marie de Béthisy, marquis de Mézières[10], à l'emplacement du 63 rue de Varenne, en 1722 ;
- Maison de Jean Privé, rue du Hasard, en 1722 ;
- Transformation de l'hôtel de Richelieu, 21, place des Vosges, en 1724 ;
- Maison de Nicolas Dulin, rue des Fourreurs et des Déchargeurs, en 1726 ;
- Hôtel pour Marie-Renée-Angélique de Larlan de Kerkadio de Rochefort, veuve du marquis de Locmaria, remariée à Henri-François Lambert, marquis de Saint-Bris, appelé marquis de Lambert, à l'emplacement des numéros 106 à 114, rue de l'Université ;
- Restauration de l'hôtel Jabach, rue Saint-Merri ;
- Hôtel Galpin, à Auteuil, actuel corps central du lycée Jean-Baptiste-Say[11] ;
- Plans du château de Vilgénis ou Villegenis, à Massy, en 1744.